# 超時空英雄傳說2 復仇魔神
《超時空英雄傳說2 復仇魔神》是宇峻科技製作的一款戰棋遊戲。這是宇峻科技製作的第二款遊戲，也是該公司之前的作品——超時空英雄傳說的續作。
故事是設定在前代十年後的科隆多世界。經過了十年的和平生活後，世界再次陷入了戰亂之中。赤子國的彥清風在接受了無雙女王的託付後，與好友白志超一齊尋找十年前讓世界恢復和平的前代英雄們，以便讓科隆多世界再次恢復和平。在這一切的背後，卻有另一人展開了獨自的努力，為了就是“復仇”……
遊戲是採用單主線多分支模式，並且在部分關卡會出現隱藏關卡讓玩家挑戰難度。玩家在遊戲中將扮演彥清風的角色，率領眾多角色尋找前代遊戲中的重要角色們，最後將獲知導致科隆多世界再次陷入戰亂之中的真正元兇，以及隱藏在這一切之後，故事裡的“復仇魔神”……
遊戲整體在各方面都比前一代出色，尤其是在劇情上。遊戲安排了大大小小總共八十餘關卡，並且使用了單主線多分支模式的遊戲方式，也改進了前代的轉職系統，大大提高了遊戲的耐玩度，在劇情上的安排更是讓玩家們玩的不亦樂乎，就此奠定了本作在玩家心目中的地位。
本遊戲也榮獲1997年台灣CEM年度最佳國產戰略遊戲、1997年台灣SEM年度最佳國產遊戲等殊榮。
之後，宇峻科技再接再厲，在1998年發表了系列的第三部作品——《超時空英雄傳說2 北方密使》。